# Rosine Lewin
Rosine Lewin (Antwerpen, 27 december 1920 - Brussel, 10 juli 2010) was een Belgisch communiste. Lewin was van Joodse origine en werd in 1941 lid van de Kommunistische Partij van België. Ze was hoofdredacteur van Le Drapeau Rouge (het partijblad van de BCP) en Les Cahiers Marxistes en was een pijler voor het communisme in België. Ze was een overtuigd feministe, actief in het abortusdebat in België, pleitte voor samenwerking van progressieve krachten en zocht onder andere toenadering met christelijk progressieven zoals de kanunnik Pierre De Locht.

## Levensloop
Rosine Lewin was tijdens de Tweede Wereldoorlog actief in het Onafhankelijkheidsfront. Ze werd in 1945 lid van de Brusselse federatie van de KPB. Ze werkte een tijd op het Ministerie voor Nationale Wederopbouw, als secretaresse van Jean Terfve, een communistisch minister in deze partij. Kort daarop, nadat de KPB uit de regering trad, werd ze permanente van de KPB. Ze werkte voor Edgar Lalmand, de secretaris-generaal van de KPB.
In de jaren zestig werd Lewin hoofdredacteur van Le Drapeau Rouge. Ze speelde een rol in de uitbouw van een Nationale Vrouwencommissie binnen de KPB. Ze werd in 1966 lid van het Centraal Comité van de KPB en vervulde deze rol tot 1970. Ze was tevens lid van het Politiek Bureau van de KPB. Lewin was meerder malen verkiezingskandidate voor de KPB in het arrondissement Brussel-Halle-Vilvoorde. Ze verliet de Parti Communiste in 1991.
Haar eerste echtgenoot was Maurice Singer, lid van de KPB. Haar latere levenspartner was Pierre Joye (een van de 'economische denkers' van de KPB).

## Door Lewin (mede) geschreven werken
- (fr)  Les trusts au Congo (met Pierre Joye). Brussel, Société populaire d'éditions, 1961.
- (fr)  La Belgique entre dans la guerre froide et l'Europe (1947-1953) (met Jules Gerard-Libois). Brussel, Politique et Histoire, 1992. ISBN 2-87311-008-2
- Voor 's werkmans recht: kerk en arbeidersbeweging in België (met Pierre Joye) (vertaald uit het Frans door Jan Braet en Frank Versieck). Leuven, Kritak, c 1980. ISBN 90-6303-050-9